# Décès en février 1979
Décès
- 1975
- 1976
- 1977
- 1978
- 1979
- 1980
- 1981
- 1982
- 1983

Pour une information complémentaire, voir la page d'aide.

| Date       | Nom             | Pays                   | Activités                                     | Âge | Source |
| ---------- | --------------- | ---------------------- | --------------------------------------------- | --- | ------ |
| 18 février | Viorica Agarici | Drapeau de la Roumanie | Religieuse roumaine, Juste parmi les nations. | 92  |        |